# AquaBabes
Aquababes is een jaarlijks van samenstelling veranderende Tsjechische meidengroep dat als muzikaal project is opgezet om jonge vrouwelijke talenten in Tsjechië te ondersteunen en hen te helpen een muzikale carrière op te bouwen. Het project wordt vanaf 2014 georganiseerd door Universal Music Group. De zangeressen worden door een jury via een casting gekozen en mogen dan een jaar lang onder de naam AquaBabes optreden en een videoclip opnemen. 

## 2014
De eerste formatie van AquaBabes bestond uit zes meisjes: Barbora Fialová, Ivy Hoang, Angeé Svobodová, Elly Zoubková, Anna Lipoldová en Karolína Klímová. Ze werden beroemd met het lied Neříkej mi baby. Dat was de meest bekeken Tsjechische videoclip op YouTube in 2014. Ze traden vervolgens twee jaar op onder de naam Basix. Ivy Hoang (actrice in TV Prima's Fire Chicken) en Angeé Svobodová (danseres in TV Nova's realityshow Your Face) verschijnen regelmatig op TV. Eliška Zoubková, die optreedt onder de naam Elly Zoubková, is het meest actief in de muziekwereld gebleven met opname van liedjes en videoclips.

## 2015
De tweede formatie van AquaBabes bestond uit vijf meisjes: Ilona Maňasová, Míša Mrázková, Aneta Vaňková, Monika Pavlačková en Karolína Blehová. Ze namen onder andere het nummer Čistá jako láska op dat in 2015 de eerste plaats in de lijst met meest bekeken Tsjechische advertenties op YouTube bereikte. Drie leden (Aneta, Ilona en Karolína) bleven tot eind 2016 optreden als May-cup. Daarnaast treedt Ilona Maňasová op in Praagse muziekscènes.

## 2016
De derde formatie van AquaBabes bestond uit zes meisjes: Eliška Černá, Melinda Noáková, Sabina Olijve, Nikola Tesařová, Marie Svobodová en Sára Milfajtová. Ze brachten eind april 2016 hun debuutsingle Nejsem další uit. De videoclip daarvan was de meest bekeken Tsjechische advertentie op YouTube in 2016. Melinda Noáková was het bekendste lid van de groep onder andere door haar deelname aan Superstars 2015 waar ze de halve finale bereikte. 

## 2017
De vierde formatie van AquaBabes bestond uit vijf meisjes: Mária Bikárová, Stiliana Dimitrova, Tereza Pufferová, Markéta Chládková en Petra Hůrková. Ze brachten in het voorjaar van 2017 het nummer Tvoje múza uit met een bijbehorende videoclip. 